# 韓百謙
韓 百謙（ハン・ベッキョム、朝鮮語: 한백겸、1552年 - 1615年）は、李氏朝鮮時代の文臣、歴史学者、地理学者。

## 生涯
韓百謙は、反乱を目論んだ鄭汝立に関わったこともあり、官界で重きをなすことはなかったが、考証学的な手法によって朝鮮の歴史、朝鮮の地理への斬新な考察を展開し、実学派の先駆者として位置付けられる。しかしながら、「我が国は天地極東の地に在り」と主張するなど、中国を中心とした地理観から脱しえなかった。
中国殷王朝の政治家箕子が朝鮮を征服し、箕子朝鮮の建国後に実施した土地制度である「箕田遺制說」「箕田圖」を研究し、著書『箕田考』を著し、箕子が施行した井田制の遺跡が平壌に残っていることを立証、箕子の業績を顕彰した。

## 著書
- 『箕田考』